# Cu rốc tai lam
Cu rốc tai lam (Psilopogon duvaucelii) là loài chim cu rốc thuộc họ Megalaimidae sinh sống chủ yếu ở Bán đảo Malaysia, Sumatra và Borneo. Nó sinh sống ở vùng cây bụi và rừng ở độ cao lên đến 1.200 m (3.900 ft). Do phạm vi sinh sống rộng lớn, loài được liệt kê là loài ít quan tâm trong Sách Đỏ IUCN.

## Đặc trưng
Cu rốc tai lam có bộ lông màu xanh ô liu, cổ và gáy xanh, mỏ đen và một vệt đen lớn giữa hai mắt. Bên dưới mắt có những đốm đỏ bao quanh phần lông màu đen.
Loài dài 16–17 cm (6,3–6,7 in) và nặng 26,3–37 g (0,93–1,31 oz).

## Phân loài
Bucco duvaucelii là danh pháp hai phần do René Lesson đề xuất vào năm 1830 nhằm mô tả loài chim cu rốc ở Sumatra.
Danh pháp Psilopogon được Salomon Müller đề xuất vào năm 1836, ban đầu nhằm mô tả loài Cu rốc ria lửa (P. pyrolophus) có nguồn gốc ỏ Sumatra.
Một thập kỉ sau, có khoảng 19 tên khoa học được đề xuất đặt cho các loài cu rốc, trong đó bao gồm tên Megalaima của John Edward Gray vào năm 1849 và Mezobucco của George Ernest Shelley vào năm 1889. Các nhà phân loại học đã sử dụng các tên khoa học khác nhau khi mô tả các loài cu rốc trong các bộ sưu tập của bảo tàng lịch sử tự nhiên.
Tên Mezzobucco duvaucelii gigantorhinus được đề xuất bởi Harry C. Oberholser vào năm 1912 chỉ định cho một cá thể cu rốc trống trưởng thành có mỏ lớn Nias.
Tên Mezzobucco duvaucelii tanamassae được đề xuất bởi Rodolphe Meyer de Schauensee vào năm 1929 chỉ một con cá thể cu rốc trống khác ở Quần đảo Batu, khác với phân loài M. d. gigantorhinus với một vùng màu đỏ rộng hơn trên ngực.
Ba phân loài cu rốc tai lam được công nhận đơn vị phân loại hợp lệ kể từ năm 2014:
- P. d. duvaucelii – các phân loài được chỉ định: Bán đảo Malaysia, Sumatra, Borneo và Đảo Bangka
- P. d. gigantorhinus – Đảo Nias, ngoài khơi phía tây Sumatra
- P. d. tanamassae – Quần đảo Batu, ngoài khơi phía tây Sumatra